# Имперско министерство на религиозните въпроси
Имперско министерство на религиозните въпроси (на немски: Reichskirchenministerium (RKM)) е върховно министерско звено по времето на Ваймарската република и Нацистка Германия (1919 – 1945).

## Райхсминистри (1933 – 1945)
| № | Държава             | Име (Роден-Починал)       | Начало на мандата | Край на мандата  | Дни на упр. | Управляваща партия/Коалиция | Кабинет | Бележки/Връзки |
| - | ------------------- | ------------------------- | ----------------- | ---------------- | ----------- | --------------------------- | ------- | -------------- |
| 1 | Нацистка Германия ↓ | Ханс Керл (1887 – 1941)   | 16 юли 1935       | 15 декември 1941 | 2344        | NSDAP                       | I.      |                |
| 2 | —                   | Херман Мухс (1894 – 1962) | 15 декември 1941  | 30 април 1945    | 1232        | NSDAP                       | I.      |                |